# HK Traktor Tscheljabinsk
Der HK Traktor Tscheljabinsk (russisch ХК Трактор Челябинск) ist ein 1947 gegründeter Eishockeyklub der Stadt Tscheljabinsk. Die Mannschaft spielt in der Kontinentalen Hockey-Liga und trägt ihre Heimspiele in der neuen 7.500 Zuschauer fassenden Eissportarena Traktor aus. Die Vereinsfarben sind Schwarz und Weiß.

## Geschichte

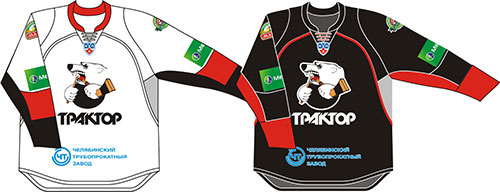
Trikotdesign

Der Verein wurde 1947 als Dserschinez Tscheljabinsk gegründet. Bereits 1954 erfolgte die Umbenennung in Awangard Tscheljabinsk, ehe vier Jahre später der heutige Name Traktor Tscheljabinsk (nach der dort ansässigen Traktorenfabrik Tscheljabinski Traktorny Sawod) gewählt wurde.
Den bisher größten Erfolg in der Vereinsgeschichte feierte Tscheljabinsk 1977 mit dem Erreichen des dritten Platzes der Wysschaja Liga und 1993 mit dem Erreichen des dritten Platzes der IHL. Zuvor war der Mannschaft der Titelgewinn der Perwaja Liga 1968 vergönnt gewesen. Nachdem die Mannschaft 1999 aus der Superliga abgestiegen war, gelang erst 2006 der Gewinn der Meisterschaft der Wysschaja Liga und der damit verbundene Wiederaufstieg. Seit der Saison 2008/09 nimmt die Mannschaft am Spielbetrieb der neu gegründeten Kontinentalen Hockey-Liga teil.

## Trainer seit 1948
- 1948–1952  Wiktor Wasiliew
- 1952–1954  Wassili Karelin
- 1954–1962  Sergei Sachwatow
- 1962–1964  Nikolai Sidorenko
- 1964  Alexander Nowokreschtschenow
- 1964–1965  Wiktor Stoljarow
- 1965  Wladislaw Smirnow
- 1965–1966  Albert Danilow
- 1968–1973  Wiktor Stoljarow
- 1973–1974  Albert Danilow
- 1974–1978  Anatoli Kostrjukow
- 1978–1984  Gennadi Zygurow
- 1984–1987  Anatoli Schustow
- 1987–1990  Gennadi Zygurow
- 1990–1995  Waleri Beloussow
- 1995–1996  Anatoli Kartajew
- 1995–1999  Sergei Grigorkin
- 2000–2001  Anatoli Timofejew
- 2001  Sergei Paramonow
- 2001–2002  Alexander Glaskow
- 2002–2003  Nikolai Makarow
- 2003–2005  Anatoli Timofejew
- 2005  Anatoli Bogdanow
- 2005–2007  Gennadi Zygurow
- 2007–2010  Andrei Nasarow
- 2010  Andrei Sidorenko
- 2010–2014  Waleri Beloussow
- 2014  Karri Kivi
- 2014–2015  Andrei Nikolischin
- 2015–2018  Anwar Gatijatulin
- 2018–2019  German Titow
- seit 2019  Pēteris Skudra

## Bekannte ehemalige Spieler
- Sergei Starikow (1978–1979)
- Sergei Makarow (1976–1978)
- Waleri Karpow (1989–1994)
- Andrei Nikolischin (2007–2011)
- Andrei Saposchnikow (1990–1995)
- Sergei Tertyschny (1987–1994)
- Wjatscheslaw Bykow (1980–1982)
- Dmitri Tertyschny (1994–1998)
- Dmitri Kalinin (1995–1998)
- Alexander Sjomin (2001–2002)
- Ramzi Abid (2009–2010)
- Sergei Gontschar
- Jewgeni Dadonow
- Pavel Francouz
- André Lakos
- Sergei Babinow
- Andrei Nasarow
- Oleg Schewzow
- Sergei Mylnikow
- Jewgeni Kusnezow
- Waleri Nitschuschkin